# Trichoderma harzianum
Trichoderma harzianum is een schimmel die behoort tot de orde Hypocreales van de ascomyceten. De schimmel komt in bijna alle grondsoorten voor en komt ook voor in andere habitats. Trichoderma harzianum koloniseert snel plantenwortels en komt ook voor als endofyt in de stengel. Trichoderma harzianum wordt onder meer gebruikt voor de productie van enzymen.
De schimmeldraden zijn doorzichtig en 1,5-12,0 µm breed. De conidioforen zijn piramidevormig vertakt met korte vertakkingen bij de top en langere aan lager gelegen plaatsen. De vertakkingen staan loodrecht op de hoofdas. De conidiënvorming is blastisch-fialidisch. De flesvormige, aan de toppen abrupt dunner wordende, 4-7 × 2,5-3,5 µm grote fialiden zitten met 2-5 bij elkaar. De ronde tot ovale, half doorzichtige tot bleekgroene conidia zijn 2,5-3,0 × 2,0-2,5 µm groot. De doorzichtige chlamydosporen hebben een gladde wand en worden terminaal of in de schimmeldraad (intercalair) gevormd.
De schimmel groeit op een PDA-voedingsbodem (Potato Dextrose Agar) optimaal bij 30 °C en op SNA (Solid Nutrient Agar) bij 30 °C. De conidia worden in het centrum en in concentrische cirkels gevormd. Vaak zijn de conidia op een CDA-voedingsbodem (Cornmeal Dextrose Agar) eerst geel en worden later groengeel, op een PDA-voedingsbodem zijn ze groen. 

## Mycoparasitisme
De schimmel parasiteert ook op andere schimmels, hetgeen mycoparasitisme wordt genoemd. Bij de teelt van paddenstoelen, bijvoorbeeld die van champignons, kan Trichoderma harzianum veel schade veroorzaken.

## Gebruik als fungicide
Bepaalde Trichoderma harzianum stammen worden gebruikt als een fungicide bij de bestrijding van Botrytis, Fusarium en Penicillium sp.. De schimmel wordt op de bladeren gesproeid en kan verder gebruikt worden ter onderdrukking van ziekteverwekkende schimmels op zaad en in de grond.